# Pimpla aurimicans
Pimpla aurimicans är en stekelart som först beskrevs av Günther Enderlein 1921.  Pimpla aurimicans ingår i släktet Pimpla och familjen brokparasitsteklar. Inga underarter finns listade i Catalogue of Life.